# Bắc phủ binh
Bắc phủ binh (chữ Hán: 北府兵) hay Bắc phủ quân (北府军) là đội quân do danh tướng nhà Đông Tấn là Tạ Huyền chủ trì việc thành lập, vào buổi đầu giai đoạn nắm quyền ngắn ngủi của sĩ tộc họ Tạ ở Trần Quận, sau mấy lần đổi chủ, trở thành quân đội chủ lực của Nam triều.

## Quá trình tồn tại

### Thành lập
Năm Thái Nguyên thứ 2 (397) đời Đông Tấn Hiếu Vũ đế, do nhà Tiền Tần đã thống nhất Bắc bộ Trung Quốc, nhà Đông Tấn phải chịu 1 áp lực quân sự chưa từng có, vì vậy ban chiếu cầu lương tướng đề phòng phương bắc. Đại thần nắm quyền chính khi ấy là Tạ An tiến cử con trai của anh mình là Tạ Huyền, triều đình nhiệm mệnh Tạ Huyền làm Kiến vũ tướng quân, Duyện Châu thứ sử, lĩnh Quảng Lăng tướng, giám Giang bắc chư quân sự, trấn thủ Quảng Lăng.
Bấy giờ Kinh Khẩu  và Quảng Lăng  tụ tập 1 lượng lớn lưu dân chạy nạn từ miền bắc đến, sau khi Tạ Huyền đến nhiệm chức, tại đây tuyển dụng những sĩ tốt kiêu dũng như bọn Lưu Lao Chi, thành lập 1 đội quân .

### Chiến công
Năm Thái Nguyên thứ 8 (383), Bắc phủ binh liên tiếp thắng lợi, trong trận Phì Thủy, 1 đòn đánh bại đại quân Tiền Tần, thừa thế truy kích, Lưu Lao Chi đuổi theo đến Nghiệp. Trải qua trận này, Bắc phủ binh đã lưu danh lịch sử.
Năm Thái Nguyên thứ 12 (387), Tạ Huyền bị giải trừ binh quyền, Tư Mã Di, Vương Cung trước sau thay thế, Bắc phủ binh dần bị quân phiệt hóa. Năm Long An đầu tiên (397) đời An đế, Vương Cung soái Bắc phủ binh bức đến Kiến Khang, uy hiếp triều đình. Năm sau, ông ta bị Lưu Lao Chi trở giáo, thất bại và bị giết, Lao Chi trở thành lãnh tụ của Bắc phủ binh.
Năm Long An thứ 3 (399), Tôn Ân lãnh đạo nhân dân Chiết Đông nổi dậy, Bắc phủ binh trở thành lực lượng chủ yếu trấn áp cuộc khởi nghĩa.

### Kết cục
Năm Nguyên Hưng đầu tiên (402), quyền thần Tư Mã Đạo Tử lệnh cho Bắc phủ binh chinh thảo Hoàn Huyền ở Kinh Châu, Lưu Lao Chi lại đầu hàng Huyền. Sau khi xưng đế, Huyền tước giảm binh quyền của Lưu Lao Chi, ông ta muốn khởi binh, nhưng không được lòng người, buộc phải tự sát.
Bắc phủ binh bị Hoàn Huyền thôn tính, các tướng lĩnh trọng yếu là Cao Tố, Trúc Khiêm Chi, Trúc Lãng Chi, Lưu Tập, Lưu Quý Vũ, Tôn Vô Chung… bị giết. Em Lưu Tập là Ký Châu thứ sử Lưu Quỹ cùng con Cao Tố là Nhã Chi và con Lao Chi là Kính Tuyên chạy sang Nam Yên. Căn cứ địa của Bắc phủ binh là Kinh Khẩu và Quảng Lăng được chia cho Hoàn Tu và Hoàn Hoằng nắm giữ; binh sĩ được chia cho các tướng lĩnh dưới trướng sĩ tộc họ Hoàn thống lĩnh. Đến đây thì Bắc phủ binh hoàn toàn tan rã.
Năm Nguyên Hưng thứ 3 (404), nguyên tham quân của Bắc phủ binh là Lưu Dụ khởi binh ở Kinh Khẩu chống lại Hoàn Huyền. Sau này, Bắc phủ binh trở thành trụ cột quân sự của Lưu Dụ. Năm 420, Lưu Dụ xưng đế, kiến lập Nam triều Tống, Bắc phủ binh trở thành quân đội hoàng gia. Danh xưng Bắc phủ binh không còn được dùng đến nữa!

## Nguyên nhân, ý nghĩa và ảnh hưởng
Lãnh thổ của nhà Đông Tấn quan trọng nhất là 2 châu Kinh, Dương. Kinh Châu nằm ở thượng du, đất rộng binh nhiều, là cứ điểm quân sự trọng yếu đề phòng phương bắc xâm phạm; Dương Châu nằm ở hạ du, là chốn kinh kì, vì có thiên tử mà trở nên tôn quý, nhưng thực lực lại kém; thành ra cục diện "nhánh cứng thân mềm" (chữ Hán: 枝强干弱, chi cường cán nhược).
Ngay khi lên nắm quyền, Tạ An cho thành lập tân quân, chính là muốn cân bằng cục diện trên. Mặt khác, ông ta cũng muốn dựa vào thực lực quân sự, mà tạo ra sự cân bằng quyền lực của sĩ tộc họ Tạ với sĩ tộc họ Hoàn đang nắm trong tay 2 châu Kinh, Giang.
Sau trận Phì Thủy, Bắc phủ binh trở thành một con bài chính trị quan trọng. Tư Mã Đạo Tử tìm mọi cách giật Bắc phủ binh ra khỏi tay của sĩ tộc họ Tạ. Vương Cung dựa vào nó để 2 lần o ép triều đình. Lưu Dụ khởi binh chống lại Hoàn Huyền, là dưới chiêu bài khôi phục Bắc phủ binh.